# Diocese de Neuquén
A Diocese de Neuquén (em latim: Dioecesis Neuquenianus) é uma diocese localizada na cidade de Neuquén, pertencente a Arquidiocese de Mendoza na Argentina. Foi fundada em 10 de abril de 1961 pelo Papa João XXIII. Com uma população católica de 478.434 habitantes, sendo 75,0% da população total, possui 53 paróquias com dados de 2017.

## História
A Diocese de Neuquén foi criada a partir da Diocese de Viedma em 10 de abril de 1961. 

## Lista de bispos
A seguir uma lista de bispos desde a criação da diocese. 
|                 | Nome                                 | Período    | Notas                            |
| Bispos          | Bispos                               | Bispos     | Bispos                           |
| --------------- | ------------------------------------ | ---------- | -------------------------------- |
| 5º              | Fernando Croxatto                    | 2017-atual |                                  |
| 4º              | Virginio Domingo Bressanelli, S.C.I. | 2011-2017  |                                  |
| 3º              | Marcelo Angiolo Melani, S.D.B.       | 2002-2011  |                                  |
| 2º              | Agustín Roberto Radrizzani, S.D.B.   | 1991-2001  | Nomeado bispo de Lomas de Zamora |
| 1º              | Jaime Francisco de Nevares, S.D.B.   | 1961-1991  |                                  |
| Bispo-coadjutor |                                      |            |                                  |
|                 | Virginio Domingo Bressanelli, S.C.I. | 2010-2011  |                                  |